# Augustus 2024
Dit artikel geeft een chronologisch overzicht van de belangrijkste gebeurtenissen per dag in de maand augustus van het jaar 2024.

## Gebeurtenissen

### 5 augustus
- Hasina Wajed legt haar ambt als premier van Bangladesh neer, na weken van gewelddadige protesten in het land waarbij volgens berichten zeker 300 doden zijn gevallen.[1][2][3]

### 6 augustus
- In het Duitse plaatsje Kröv stort 's avonds een hotel plotseling in. Er vallen drie doden onder wie de eigenaar van het hotel en enkele zwaargewonden.[4][5]

### 8 augustus
- Voor de kust van het Japanse eiland Kyushu vindt een aardbeving met een kracht van 7,1 plaats. Hoewel er alleen 16 gewonden vallen en de schade relatief beperkt blijft, waarschuwt het Japans Meteorologisch Instituut dat het risico van een veel zwaardere aardbeving op de korte termijn nu is verhoogd.[6][7]

### 9 augustus
- Het Hooggerechtshof van Venezuela ondervraagt de net herkozen president Nicolás Maduro over de verkiezingsuitslag, die door velen in twijfel wordt getrokken. Maduro houdt zelf vol dat hij met een kleine meerderheid van 51% heeft gewonnen.[8]
- Bij de Braziliaanse stad São Paulo stort een passagiersvliegtuig neer, waarbij alle 61 inzittenden omkomen. President Lula da Silva kondigt drie dagen van nationale rouw af.[9] (Lees verder)
- Bij een busongeluk in de Turkse plaats Polatli vallen zeker negen doden.[10]

### 23 augustus
- In het Duitse Solingen worden drie mensen gedood bij een mesaanval. De aanslag wordt opgeëist door Islamitische Staat.[11]

## Overleden
<< · januari · februari · maart · april · mei · juni · juli · augustus · september · oktober · november · december · >>